# Psephellus pulcherrimus
Psephellus pulcherrimus là một loài thực vật có hoa trong họ Cúc. Loài này được (Willd.) Wagenitz mô tả khoa học đầu tiên năm 2000.